# علم قرغيزستان
علم قيرغيزستان (بالقرغيزية: Кыргыз Республикасынын Мамлекеттик Туусу)(الروسية: Государственный флаг Кыргызской Республики)هو العلم الرسمي للجمهورية القرغيزية حيث إعتمده المجلس الأعلى لقرغيزستان كعلم وطني يوم 3 مارس 1992. ويتكون من قاعدة حمراء تتوسطه شمس صفراء تحيطها 40 خطا من الأشعة متباعدة بشكل موحد. ويقطع وسط الشمس خطين أحمرين يتكونان من مجموعتين من ثلاث خطوط، وتدل على التندك (أصد: [tyndyk]) وهو قمة اليارت (الخيمة) القيرغيزية التقليدية، وهو رمز تكرر في العديد من جوانب الهندسة المعمارية لقيرغيزستان.
ويدل اللون الأحمر بالخلفية على الشجاعة والبسالة، وتدل الشمس على السلام والرخاء، ويعني التندك على وطن الأم أو بشكل موسع: العالم الفسيح. حسب التفسيرات الشعبية، فإن الإشعاعات الشمس الأربعين تدل على القبائل القيرغيزية الأربعون التي اتحدت في وجه المغول بزعامة القائد مناص.

## تصميم

### رمزية

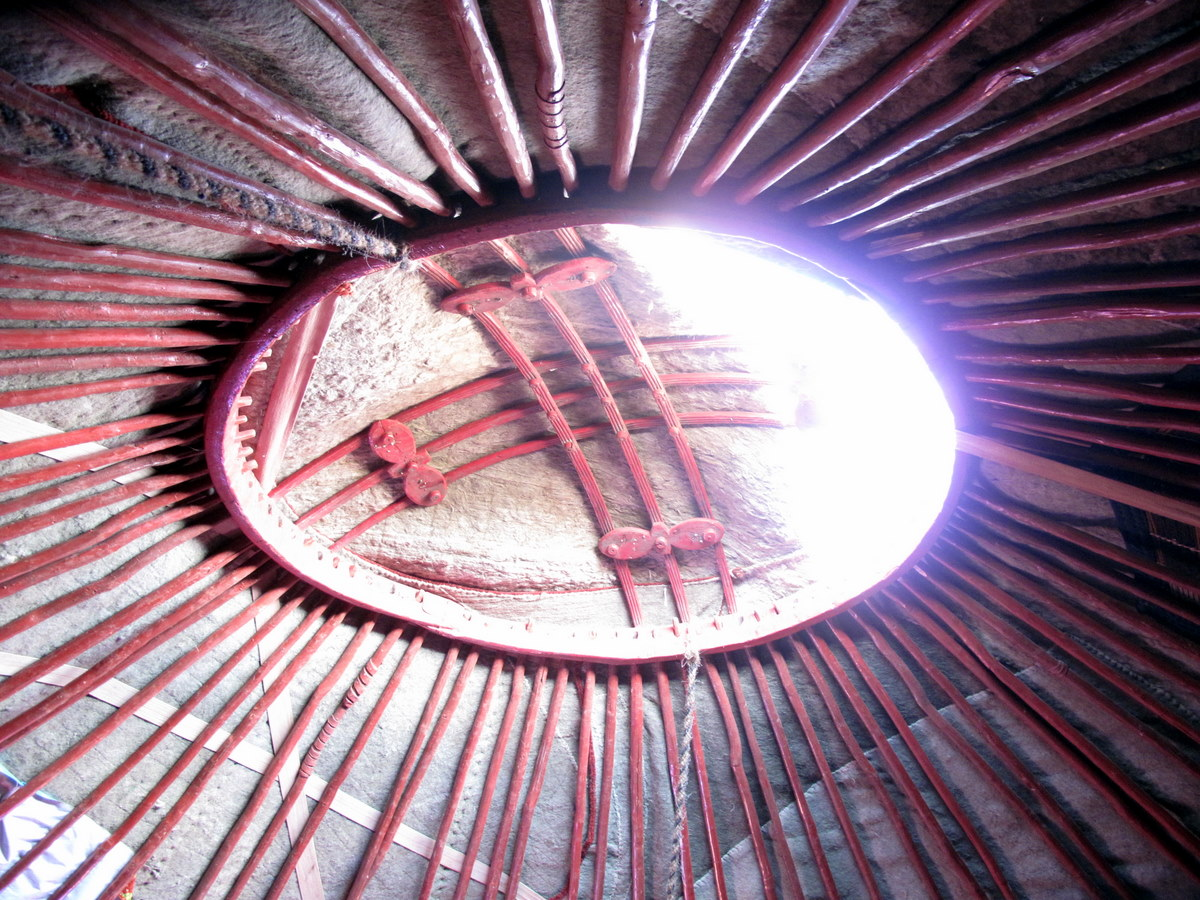
منظر التندك من داخل الخيمة

تحمل ألوان ورموز العلم معاني ثقافية وسياسية وإقليمية. يرمز الحقل الأحمر إلى الشجاعة والبسالة، ويشير إلى الشعار المزعوم الذي رفعه مناص، بطل قيرغيزستان القومي. ترمز الشمس إلى السلام والازدهار، بينما تمثل أشعتها الأربعين عدد القبائل التي وحدها مناص لمحاربة المغول، بالإضافة إلى عدد الأتباع لديه.
مركز الشمس هو التندك وهو قمة الخيمة القيرغيزية التقليدية. على الرغم من أن هذه الخيام أقل استخدامًا اليوم، فإن دمجها في العلم يرمز إلى تاريخ البلاد.

### مقترحات للتغيير

أحد الأعلام الوطنية الجديدة المقترحة من عام 2011.

في السنوات الأخيرة أنشئت لجنة لدراسة المقترحات لتعديل تصميم العلم. نشأت هذه الاقترحات هذا جزئيًا عن الخلاف حول تفسير الرموز على العلم الحالي. على سبيل المثال قيرغيزستان الحديثة متنوعة إثنيًا حيث تعيش بها مجموعات أقلية كبيرة مثل الأوزبك (14.3٪) والدونغان (1.1٪) هناك. اللون الأحمر أيضًا مصدرًا للكثير من الانتقادات. يعتقد البعض أنها تستحضر تاريخ الأمة العنيف، بينما يرى آخرون أنها من بقايا الشيوعية في البلاد.

### نظام الألوان
| نظام الألوان                         | أحمر        | أصفر      |
| ------------------------------------ | ----------- | --------- |
| بانتون                               | 1788 C      | Yellow C  |
| النموذج اللوني سيان ماجنتا أصفر أسود | 0-100-100-0 | 0-0-100-0 |
| ألوان الويب                          | #FF0000     | #FFFF00   |
| النموذج اللوني أحمر أخضر أزرق        | 255-0-0     | 255-255-0 |

## التاريخ
استخدم المتمردون القرغيزيون لافتات بيضاء أثناء انتفاضة أنديجان عام 1898. في وقت لاحق أثناء احتجاجات آسيا الوسطى 1916، استخدموها مرة أخرى خلال انتفاضة جيزاك وأثناء هجوم على بريبيشاكينسكا.
تحت الحكم السوفيتي، استخدمت جمهورية أوزبكستان الاشتراكية السوفيتية علمًا مشتقًا من علم الاتحاد السوفيتي ويمثل الشيوعية، وقد تمت الموافقة عليه في عام 1953. وأعلنت البلاد استقلالها في 31 أغسطس 1991، ما يقرب من أربعة أشهر ثبل تفكك الاتحاد السوفيتي. ولكن تم الحافظ على علم الحقبة السوفيتية علم وطني لمدة سبعة أشهر بعد إعلان الاستقلال. استبدل أخيرًا بالتصميم الحالي في 3 مارس 1992، بعد يوم واحد من انضمام قيرغيزستان إلى الأمم المتحدة إلى جانب سبع دول أخرى في فترة ما بعد الاتحاد السوفيتي.